# Журавок (Березинський район)
Журавок (біл. вёска Журавок) — село в складі Березинського району Мінської області, Білорусь. Село підпорядковане Мачеській сільській раді, розташоване в східній частині області.